# Crystal Ball (canción de Keane)
«Crystal Ball» (en español: «Bola de cristal») es una canción de la banda inglesa Keane y su tercer sencillo del álbum Under the Iron Sea.

## Lista de canciones
| CD Reino Unido |                                     |          |  |
| N.º            | Título                              | Duración |  |
| 1.             | «Crystal Ball»                      | 3:53     |  |
| 2.             | «Maybe I Can Change»                | 3:56     |  |
| 3.             | «The Iron Sea» (Magic Shop Version) | 4:31     |  |

## Información acerca de la canción
- Tempo: 124 bpm
- Tonalidad: Eb
- Compás: 4/4

### Maybe I Can Change
("Tal vez puedo cambiar")
- Tempo: 169 bpm
- Tonalidad: A
- Compás: 4/4

## Video musical
El video musical de "Crystal Ball" fue lanzado el 4 de agosto de 2006, protagonizado por el actor estadounidense Giovanni Ribisi. Trata sobre un agente inmobiliario que pierde su identidad.